# Eduard Sala i Paixau
Eduard Sala i Paixau (Barcelona, 1962) és director de Càritas Diocesana de Barcelona des del setembre de 2023.

## Biografia
Llicenciat en Geografia i Història per la Universitat Autònoma de Barcelona i en direcció d'equips a ESADE i a la Universitat Pontifícia de Salamanca, Sala ha estat lligat des de jove al món dels esplais i del voluntariat, i ha desenvolupat la seva carrera en el camp del treball i l'educació social; és membre dels patronats de diferents associacions de lleure juvenil i d'ajuda social (la Fundació Pere Tarrés, l'Obra Social Santa Lluïsa de Marillac (Filles de la Caritat), la Fundació C.E.L. (Centre Educatiu i de Lleure), o la Fundació Arrels, entre d'altres. Ha plasmat algunes de les seves experiències en l'obra Va de vida, guardonada amb el premi "Feel good" de 2019, patrocinat per la Fundació "La Caixa".
Sala ha col·laborat com a voluntari de Càritas diocesana de Barcelona des de l'any 1982, i ha exercit com a professor voluntari de la seva Escola de Formació de Voluntaris des del 2005. L'any 2015 s'incorporà a l'entitat com a responsable del departament d'Acció Social, càrrec ocupat fins al 29 de setembre de 2023, en què va ser nomenat director en substitució de Salvador Busquets.

## Obres (selecció)
- Va de vida: lo mejor de la vida es compartirlo. Barcelona: Plataforma editorial, 2019
- "Com gestionem la nostra vida El paper del lleure en la prevenció de les addiccions", Estris, 196 (març 2014), p. 9-16
- (et alia). "Menors"", Educació social, 12 (1999), p. 102-106
- Llar infantil : reflexió d'un educador. Barcelona: Càritas Diocesana, 1991